# River (chanson de Joni Mitchell)
Pour les articles homonymes, voir River.
 (janvier 2022).
La mise en forme du texte ne suit pas les recommandations de Wikipédia : il faut le « wikifier ».
Les points d'amélioration suivants sont les cas les plus fréquents. Le détail des points à revoir est peut-être précisé sur la page de discussion.
- Les titres sont pré-formatés par le logiciel. Ils ne sont ni en capitales, ni en gras.
- Le texte ne doit pas être écrit en capitales (les noms de famille non plus), ni en gras, ni en italique, ni en « petit »…
- Le gras n'est utilisé que pour surligner le titre de l'article dans l'introduction, une seule fois.
- L'italique est rarement utilisé : mots en langue étrangère, titres d'œuvres, noms de bateaux, etc.
- Les citations ne sont pas en italique mais en corps de texte normal. Elles sont entourées par des guillemets français : « et ».
- Les listes à puces sont à éviter, des paragraphes rédigés étant largement préférés. Les tableaux sont à réserver à la présentation de données structurées (résultats, etc.).
- Les appels de note de bas de page (petits chiffres en exposant, introduits par l'outil «  Source ») sont à placer entre la fin de phrase et le point final[comme ça].
- Les liens internes (vers d'autres articles de Wikipédia) sont à choisir avec parcimonie. Créez des liens vers des articles approfondissant le sujet. Les termes génériques sans rapport avec le sujet sont à éviter, ainsi que les répétitions de liens vers un même terme.
- Les liens externes sont à placer uniquement dans une section « Liens externes », à la fin de l'article. Ces liens sont à choisir avec parcimonie suivant les règles définies. Si un lien sert de source à l'article, son insertion dans le texte est à faire par les notes de bas de page.
- La présentation des références doit suivre les conventions bibliographiques. Il est recommandé d'utiliser les modèles {{Ouvrage}}, {{Chapitre}}, {{Article}}, {{Lien web}} et/ou {{Bibliographie}}. Le mode d'édition visuel peut mettre en forme automatiquement les références.
- Insérer une infobox (cadre d'informations à droite) n'est pas obligatoire pour parachever la mise en page.

Pour une aide détaillée, merci de consulter Aide:Wikification.
Si vous pensez que ces points ont été résolus, vous pouvez retirer ce bandeau et améliorer la mise en forme d'un autre article.
River est une chanson de la guitariste auteur - compositeur Joni Mitchell, publiée sur son album Blue. Écrite au piano, cette chanson est devenue un standard interprété par de nombreux artistes de styles musicaux très divers et est devenu populaire en tant que musique de Noël. Bien que jamais sorti en single, River occupe la deuxième place parmi les chansons de Mitchell les plus enregistrées par d'autres artistes.
La chanson évoque la récente rupture d'une relation amoureuse, la chanteuse souhaitant échapper à ses liens émotionnels douloureux. Elle est probablement inspirée par la relation de Mitchell avec Graham Nash de 1968 à 1970 . Bien que la chanson n'évoque pas directement les fêtes de Noël, mais se déroule simplement durant cette période de Noël, elle est devenue une sorte de standard de Noël moderne. L'écrivain Will Blythe pense que la chanson est liée à une visite à Chapel Hill que Mitchell a faite avec James Taylor et à une séance de chants de Noël avec la famille de celui-ci .
L'accompagnement au piano de la voix emprunte beaucoup à l'air de la chanson d'hiver du XIXe siècle Jingle Bells.

## Reprises de la chanson
River est la deuxième chanson la plus enregistrée dans l'œuvre de Mitchell (432 enregistrements, derrière seulement Both Sides, Now), apparaissant fréquemment sur des albums de musique de Noël d'artistes pop, folk et jazz.
River a été repris par Barry Manilow sur son album de 2002 A Christmas Gift of Love avec un changement de couplet impliquant un changement de genre. Il s'est classé en tant que single à la 17e place des charts US Adult Contemporary. Sarah McLachlan l'a également repris sur son album Wintersong de 2006 et l'a sorti en single. Sa version s'est classée à la 71e place du Billboard Hot 100 et à la 8e place des charts Adult Contemporary. L'auteur-compositeur-interprète américain James Taylor a repris la chanson pour son album studio de 2006, intitulé James Taylor at Christmas. Il avait entendu la chanson pour la première fois lorsque Joni Mitchell l'avait jouée pour lui chez elle en 1970.
La chanteuse de jazz américaine Madeleine Peyroux l'a enregistrée en duo avec K.d. lang pour son album de 2006 Half the Perfect World. En 2017, Sam Smith a repris la chanson dans une version enregistrée aux RAK Studios à Londres.
Ben Platt, tout comme son personnage, Payton Hobart, a interprété la chanson lors du premier épisode de la série The Politician (2019), et sur la bande originale de la série. Une reprise de Judy Collins apparaît sur son album 2019 Winter Stories.
Dans le film Vous avez un message (You've Got Mail) de 1998, le personnage de Kathleen Kelly, joué par Meg Ryan, cite les premières lignes de la chanson alors qu'elle écrit un e-mail au personnage joué par Tom Hanks : It's coming on Christmas, "Ils coupent arbres Vous connaissez cette chanson de Joni Mitchell ? J'aimerais avoir une rivière sur laquelle je pourrais patiner... Une chanson tellement triste, et pas vraiment sur Noël du tout mais j'y pensais ce soir alors que je décorais mon sapin de Noël…"
Le 27 décembre 2019, une version de la chanson d'Ellie Goulding a atteint la première place du UK Singles Chart, ce qui en fait la dernière chanson numéro un de la décennie.[réf. nécessaire]